# 戦没者慰霊館 (メルボルン)
戦没者慰霊館（せんぼつしゃいれいかん）は、オーストラリア・ビクトリア州の州都メルボルンにある戦争慰霊施設。キングス・ドメインという広大な緑地の中に立地している。

## 概要
オーストラリア最大規模の戦争慰霊施設であり、丘の上に建っているため遠くからでも見つけることができる。ANZACの日（4月25日）とリメンブランス・デー（11月11日）には大勢の人が集まる。
設計は古代ギリシア建築のマウソロス霊廟をモデルとしている。元々は第一次世界大戦の戦争祈念碑として建設されたものである。第二次世界大戦後に全ての戦争が対象となった。

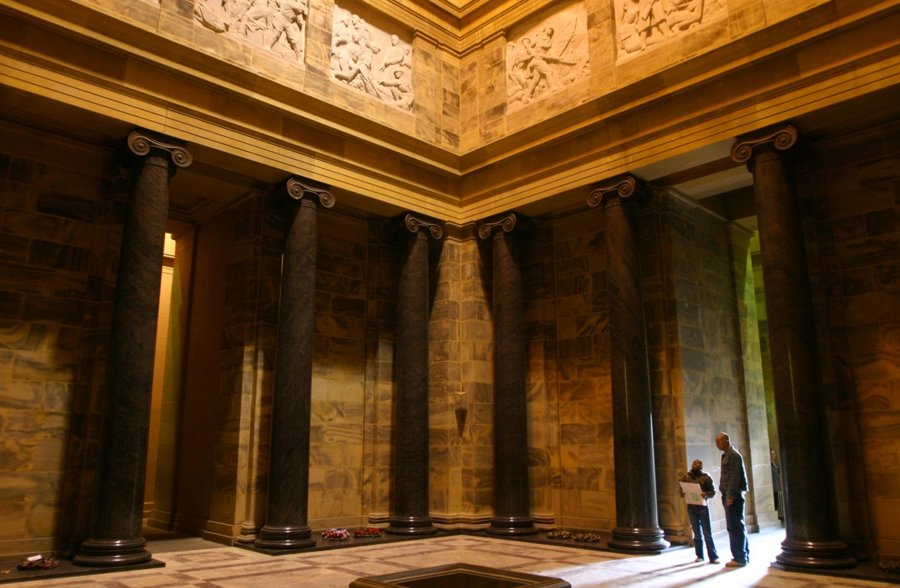
内部